# Archidiocèse de Vaduz
L'archidiocèse de Vaduz est une circonscription ecclésiastique de l'Église catholique dans la principauté de Liechtenstein. Créé en 1997, il couvre le territoire du pays et a son siège à la cathédrale Saint-Florin de Vaduz. Le siège archiépiscopal est vacant.

## Histoire
L'archidiocèse est créé par le pape Jean-Paul II par le bref Ad satius consulendum du 2 décembre 1997. Son territoire, qui correspond à celui de la principauté, est détaché du diocèse de Coire en Suisse.
N'ayant pas de diocèse suffragant, il n'est pas métropolitain.

## Ordinaires
- Wolfgang Haas (2 décembre 1997 - 20 septembre 2023)
- Benno Elbs (administrateur apostolique depuis le 20 septembre 2023[1])

## Source
- Annuario pontificio, Città del Vaticano, 2011.